# Alekséievskoie (Tkhagapx)
|  | Per a altres significats, vegeu «Alekséievskoie». |

Alekséievskoie - Алексеевское (rus) - és un poble del krai de Krasnodar, a Rússia. Es troba a la vora del riu Psezuapsé. És a 48 km al nord-oest de Sotxi i a 126 km al sud-est de Krasnodar.
Pertany a l'aül de Tkhagapx.